# Cahokia (Illinois)
Cahokia es una villa ubicada en el condado de St. Clair en el estado estadounidense de Illinois. En el Censo de 2010 tenía una población de 15241 habitantes y una densidad poblacional de 588,46 personas por km².

## Geografía
Cahokia se encuentra ubicada en las coordenadas 38°33′43″N 90°10′22″O / 38.56194, -90.17278. Según la Oficina del Censo de los Estados Unidos, Cahokia tiene una superficie total de 25.9 km², de la cual 25.9 km² corresponden a tierra firme y (0%) 0 km² es agua.

## Demografía
Según el censo de 2010, había 15241 personas residiendo en Cahokia. La densidad de población era de 588,46 hab./km². De los 15241 habitantes, Cahokia estaba compuesto por el 34.33% blancos, el 62.23% eran afroamericanos, el 0.2% eran amerindios, el 0.2% eran asiáticos, el 0.01% eran isleños del Pacífico, el 1.02% eran de otras razas y el 2.02% pertenecían a dos o más razas. Del total de la población el 1.96% eran hispanos o latinos de cualquier raza.